# So sind die Männer
So sind die Männer er en tysk stumfilm fra 1923 af Georg Jacoby.

## Medvirkende
- Paul Heidemann som Jérôme Bonaparte
- Egon von Hagen som Napoleon Bonaparte
- Harry Liedtke som George von Melsungen
- Jakob Tiedtke som Jeremias von Katzenellenbogen
- Wilhelm Bendow som Jerômes Diener
- Paul Biensfeldt som Feldmarchall
- Marquisette Bosky som Primaballerina